# Balian van Ibelin
Balian van Ibelin (circa 1140 - 1193) was een belangrijk edelman in het tijdperk van de kruistochten als behoeder van het koninkrijk Jeruzalem.
Zijn vader was Barisan, die als ridder naar het heilige land getrokken was. Hij werd door Hugo II Le Puiset benoemd tot heer van Ibelin en later ook van Ramla. Balian had twee oudere broers, Hugo en Boudewijn. Balian heette eigenlijk ook Barisan naar zijn vader, maar in de oud-Franse kronieken uit de 12e eeuw werd hij vermeld als Balian. Zijn oudste broer overleed in 1169, waardoor Ibelin doorgegeven werd aan Boudewijn, die echter alleen maar regent van Ramala wilde zijn, waardoor Balian, Ibelin kreeg toegewezen.
Balian trouwde met de weduwe van Amalrik I van Jeruzalem, Maria Comnena en werd zo de stiefvader van Isabella van Jeruzalem. Ook kreeg hij door zijn huwelijk uxoris nomine heerschappij over Nablus. Maria en hij kregen samen vier kinderen, Helvis, Johannes, Margaret en Filips van Ibelin, regent van Cyprus.

## Twisten over de opvolging in Jeruzalem
Balian en zijn broer Boudewijn waren aanhangers van Raymond III van Tripoli, die streed om het regentschap over Jeruzalem tegen Miles van Plancy, toen Boudewijn IV te ziek was om te regeren in 1174. De broers waren ook aanwezig bij de Slag bij Montgisard in 1177. Voorin aan de leiding verdreven zij daar de moslims. In 1179 werd Boudewijn gevangengenomen door Saladin na de Slag bij Marj Ayyun. Balian probeerde losgeld te regelen en via keizer Manuel I Comnenus van het Byzantijnse Rijk werd hij vrijgekocht. Manuel was een oom van zijn echtgenote Maria Comnena.
In 1183 steunden de broers Ibelin opnieuw Raymond III van Tripoli, deze keer in zijn twist met Guy van Lusignan, de man van Sibylla van Jeruzalem en nu regent van Jeruzalem. Boudewijn van Jeruzalem, stervend aan lepra, wees zijn vijfjarige neef aan als opvolger voor de troon, in een poging Guy van de troon te kunnen houden. Na de dood van Boudewijn IV stierf neefje Boudewijn V al op achtjarige leeftijd in 1186. Daarop greep Guy van Lusignan met Sybilla alsnog de kroon. Raymond III en de broers d'Ibelin schoven de nu 14-jarige Isabella van Jeruzalem naar voren als troonopvolger. Haar echtgenoot Humpfrey IV van Toron zwoer echter trouw aan Guy en het gevolg was dat Raymond het onderspit delfde. Balian zou uiteindelijk trouw aan Guy gezworen hebben maar zijn broer Boudewijn kon dit uit principe niet doen en vertrok in ballingschap naar Antiochië. Hij liet zijn zoon Thomas achter bij Balian, die hem zou voorbereiden op zijn taak als graaf van Ramala.
Balian bleef in het koninkrijk Jeruzalem als adviseur voor Guy. Tegen het einde van 1186 bedreigde Saladin de grenzen van het rijk, omdat Reinoud van Châtillon de moslim-karavanen bleef aanvallen. Guy wilde een aanval, maar Balian adviseerde te onderhandelen.
Uiteindelijk zou de confrontatie zich in Tripoli voordoen, waar Raymond III van Tripoli de dienst uitmaakte. Opnieuw kwamen Raymond en Guy met elkaar in conflict. De situatie liep uit de hand en Guy ging ten aanval tegen het veel grotere leger van Saladin. De aanval resulteerde in een catastrofe voor de christenen en de situatie aan de grens met Tripoli bleef ongewijzigd.
In het voorjaar na Pasen 1187 werd een nieuw christelijk leger geformeerd, met in de gelederen onder andere Balian, Geraard de Ruddervoorde (grootmeester van de Tempeliers), Roger de Moulins (grootmeester van de Hospitaalridders), Reginald van Sidon en aartsbisschop Joscius van Tyrus. Op weg naar Tripoli deed het leger Nablus aan, grondbezit van Balian, om daar de nacht door te brengen. De volgende dag ging het gevolg verder zonder Balian, die zaken te regelen had. Op 1 mei 1187 werd het ook dit leger verslagen door de zoon van Saladin, al-Afdal bij de Slag bij Cresson. Balian kwam een dag na de slag en aanschouwde de slachting bij kasteel La Feve.

### Slag bij Hattin
Omdat al-Afdal doorgang verkreeg van Raymond III, moest Guy opnieuw een leger samenstellen. Hij leidde 20.000 man door de droge vlakte van Tiberias. Op 4 juli 1187 kwam de confrontatie in de horens van Hattin (bergketen). Opnieuw werd het christelijke leger vernietigend verslagen.
De slag was een ramp voor het koninkrijk. Guy van Lusignan werd gevangengenomen, dorpen, nederzettingen en kastelen werden ingenomen door Saladins leger. Balian, Raymond, Reginald van Sidon en Payen van Haifa wisten als enige edelen te vluchten naar Tyrus. Daar was inmiddels Koenraad van Monferrato aangekomen om het bolwerk te verdedigen. Balian vroeg om toestemming van Saladin om de stad te verlaten door de moslimgebieden om naar Jeruzalem te gaan. Dit werd toegestaan op voorwaarde dat Balian niet in de stad verbleef om een opstand op te zetten.

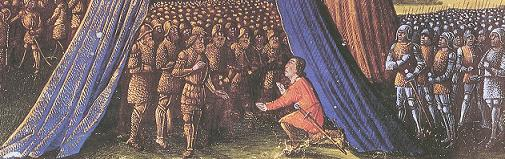
Balian draagt de stad over aan Saladin, gravure uit 1490

### Val van Jeruzalem
Als Balian terugkomt in Jeruzalem, smeken de inwoners hem te blijven om Jeruzalem te verdedigen tegen Saladin. Met in gedachten zijn eed aan Saladin om geen leger tegen hem te formeren, aarzelde hij daarover. Onder meer de oproep van de priester Eureclius dat het christelijke geloof een belangrijk middel was om de moslims te bestrijden, bewoog hem tot actie. Balian sloeg zestig gewone burgers tot ridder om de stad te verdedigen. Toen het beleg van Jeruzalem begon, bleek Saladin zo ontdaan door Balians daad, dat hij zelfs Balian met vrouw en kinderen een vrijgeleide wilde geven om de stad te verlaten.
Het lukte Saladins leger stukken van de stadstaat weg te slaan, maar dat was nog niet genoeg voor een totale bestorming. Na vier dagen van beleg reed Balian de stad uit om Saladin te ontmoeten. Na onderhandelen besloot Balian de stad in vrede over te dragen, in ruil voor een vrije aftocht voor de burgers.

## Laatste jaren
Saladin had respect voor Balian, en schonk hem een nieuwe titel: die van baron van Caymont; deze landerijen lagen rondom Akko.
Balian is present tijdens de Derde Kruistocht. Hij verblijft dan in Tripoli, Tyrus en is ook actief in Akko. Na het overlijden van koningin Sibylla, gaat Balian zich opnieuw bemoeien met de troonopvolging. Als stiefvader van Isabella van Jeruzalem wil hij haar in het zadel helpen als koningin van Jeruzalem. Guy van Lusignan echter blijft zichzelf koning noemen. Dat duurt tot 1192, wanneer Isabella wordt uitgehuwelijkt aan Koenraad van Montferat. Deze wordt al eind april vermoord. Nog geen week later huwt Isabella met Hendrik II van Champagne. Balian wordt adviseur onder Hendrik tot 1193, wanneer Balians naam verdwijnt uit de kronieken.

## Kinderen
Balian overleed in 1193, rond de leeftijd van vijftig jaar. Met Maria Komnena had hij vier kinderen:
- Helvis van Ibelin († ca 1216), die huwde met 1. Reginald van Sidon; 2. (1216) Gwijde van Montfort.
- Johannes van Ibelin (1177-1236), heer van Beiroet, konstabel van Jeruzalem en regent voor zijn nicht Maria van Monferato, koningin van Jeruzalem. Hij huwde 1. Helvis van Nephin; 2. Melisende van Arsur.
- Margaretha († na 1240), huwde 1. Hugo van Saint-Omer (stiefzoon van Raymond III van Tripoli); 2. Walter van Caesarea.
- Filips van Ibelin († 1227), regent van Cyprus, huwde Alice van Montbéliard.

Balians page Ernoul, die bij hem was tijdens zijn ambassadeurswerk in Tripoli in 1187, schreef veel over de familie Ibelin in het oud-Franse werk van Willem van Tyre.
De naam 'Balian' kwam, nadat zijn dochter Helvis getrouwd was met Reginald van Sidon en haar zoon Balian noemde, ook veel voor in de familie De Greniers, heren van Sidon.

## Balian in fictie
Balian verschijnt in het kinderboek Knight Crusader (1954) van Ronald Welch als een dikke middeleeuwse baron. Balian wordt ook omschreven in het boek The widow of Jerusalem (2003) van Alan Gordon, als wijze adviseur.
In de film Kingdom of Heaven uit 2005 is Balian (gespeeld door Orlando Bloom) de hoofdpersoon. Balian is een hoefsmid in Frankrijk waar hij net zijn vrouw heeft verloren, wanneer ene Godfried (Godfrey) verschijnt, die zijn vader beweert te zijn. Godfried vraagt Balian mee te gaan naar het heilige land, daar waar iedereen vergeving kan krijgen. Na enige twijfel gaat Balian mee. Onderweg komt Godfried te overlijden en zet Balian zijn reis alleen voort.

### Historische verschillen met de film
- Godfried in de film heette in het echt Barisan.
- Tiberias heette in werkelijkheid Raymond III van Tripoli en was waarschijnlijk een bijnaam.
- Balian en Sibylla hebben in werkelijkheid nooit een verhouding gehad
- Balian is in het Heilige land geboren, niet in Frankrijk.
- Balian is niet door zijn vader Baron Godfrey van Ibelin opgehaald uit Frankrijk. Dat was ook niet de naam van zijn vader.
- De ontmoeting met Richard Leeuwenhart heeft nooit plaatsgevonden.
- De vriendschap tussen Balian en Boudewijn IV was in het echt wat minder dan in de film, Boudewijn was terughoudend tegenover de ambities van de Ibelins.
- Priester Eureclius die samen met Balian Jeruzalem verdedigt, wordt in de film in een kwaad daglicht gezet, terwijl hij in werkelijkheid veel levens redde.
- In de film was Balian niet aanwezig bij de slag bij Hattin, in werkelijkheid wel.
- Sibylla is nooit in Frankrijk geweest.

wapen van Ibelin